# Seder Olam Rabá

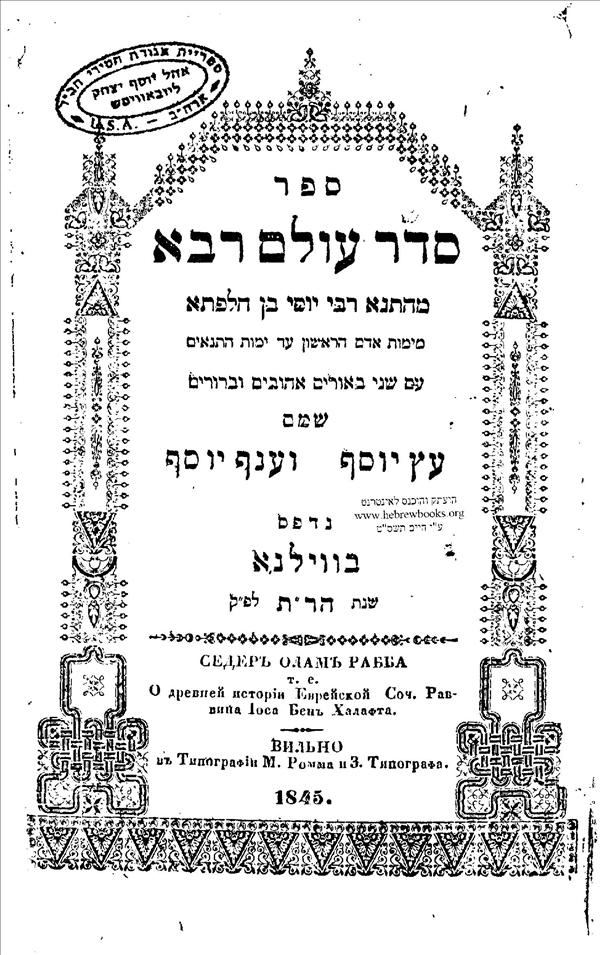
Edição de 1845

Seder Olam Rabá (do hebraico סדר עולם רבה, "A Longa Ordem do Mundo") é uma cronologia, em trinta capítulos, percorrendo os anos desde Adão até a revolta de Barcoquebas. O texto é completo até a época de Alexandre, o Grande, sendo muito resumido a partir de então; acredita-se que o texto original era mais completo, tendo sida perdida a parte final e recuperada por fragmentos.
Acredita-se que o objetivo do autor foi tentar definir um calendário, a partir da data da criação do mundo; o texto é baseado na Bíblia, mas algumas datas são extraídas de fontes externas.
O autor do texto, possivelmente, era o talmudista Jose ben Halafta, porém há controvérsias a este respeito.
Fazendo as contas para trás, o ano da criação do mundo foi 3760 a.C..
Algumas datas importantes neste texto são o nascimento de Noé, no ano 1056 depois da criação do mundo, o dilúvio, no ano 1656, a confusão de línguas (torre de Babel), no ano 1996, o nascimento de Isaque, em 2048, o Êxodo, em 2448, a chegada de Israel a Canaã, em 2488, a construção do primeiro Templo, 2928, a destruição do templo de Jerusalém, em 3338, o fim do período de cativeiro na Babilônia, em 3408,  e a destruição do segundo templo, em 3828.
Um dos pontos mais críticos desta cronologia é a divisão dos 420 anos em que durou o segundo templo, formado pela soma de 34 anos de dominação persa, 180 anos dos gregos, 103 anos dos macabeus e 103 anos dos herodianos. A dominação persa, que, segundo os historiadores foi muito maior, foi reduzida para 34 anos de forma a haver um período de 490 anos (setenta sábados de anos) entre o início do cativeiro na Babilônia e a chegada do santíssimo, que corresponderia à supressão da revolta de Barcoquebas.